# Villa Hohenzollernstraße 6 (Stuttgart)

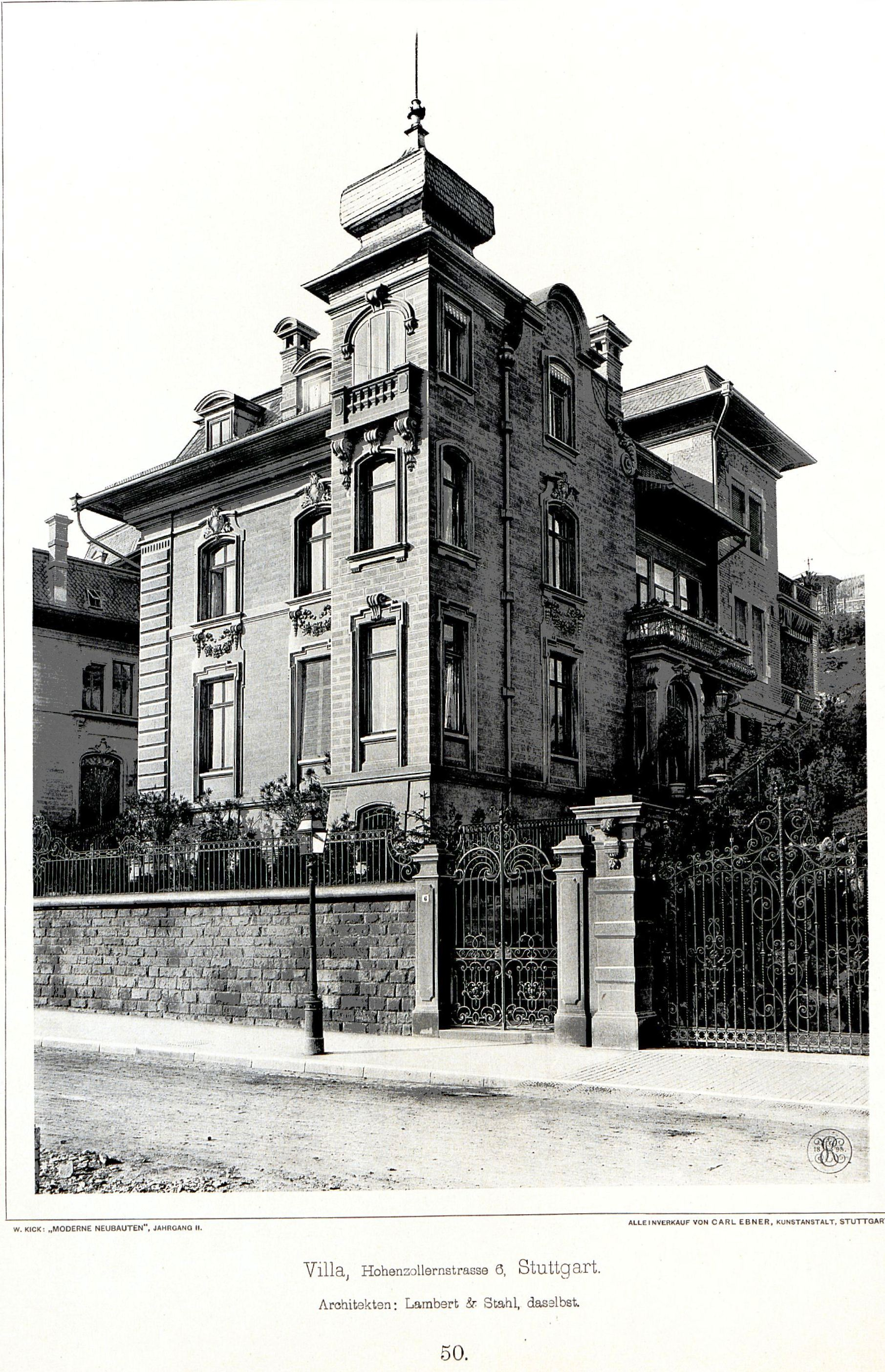
Die Villa Hohenzollernstraße 6 (1895)

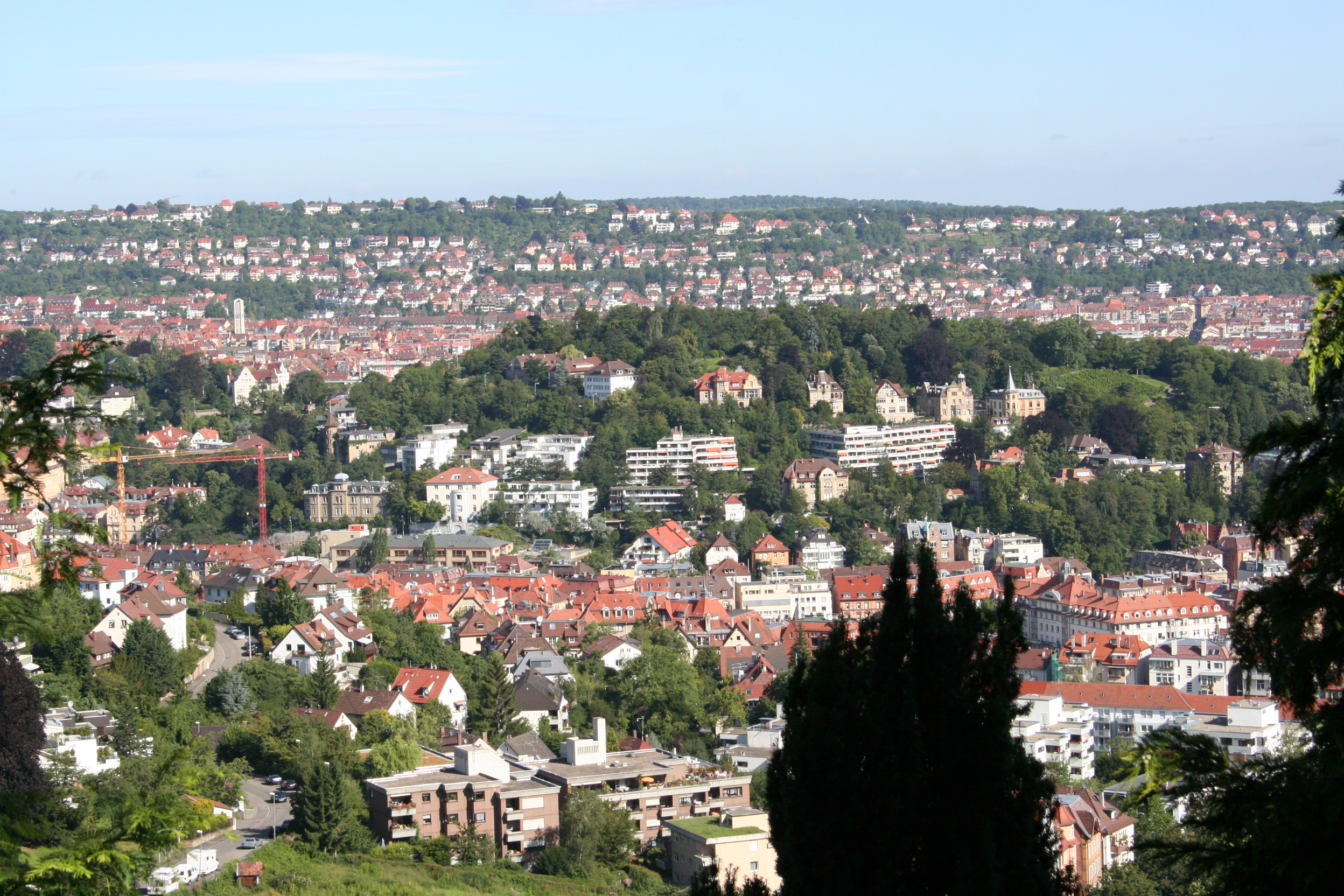
Blick über Stuttgart-Süd und Stuttgart-Heslach auf die Karlshöhe (Bildmitte; 2007)

Die Villa Hohenzollernstraße 6 war Bestandteil eines Gebäudeensembles auf der Karlshöhe im Süden von Stuttgart. Die Villa wurde bezugsfertig 1895 im Stil des Historismus errichtet. Das Gebäude wurde im Zweiten Weltkrieg durch Bombardierung Stuttgarts zerstört.

## Geschichte
Das Gebäude wurde nach den Plänen der Architektensozietät Lambert & Stahl in deren Auftrag errichtet, die 1883 vom Schweizer Architekten André Lambert und dem deutschen Architekten Eduard Stahl in Stuttgart gegründet wurde und bis 1912 bestand. Es war eingebunden (mit der Hausnummer 6) zwischen den Hausnummern 4–8 und war mit der Hausnummer 10 Bestandteil eines durch die Sozietät gestalteten Dreier-Ensembles freistehender Villen. Das Gebäude wurde 1895 durch den Schweizer Honorarkonsul Wilhelm Kernen bezogen. W. Kernen wurde 1876 Honorarkonsul für Württemberg und das Fürstentum Hohenzollern. und wurde 1919 von seinen Aufgaben entbunden. Das schmale Villengrundstück erstreckte sich von der Hohenzollernstraße durchgehend bis zur parallel laufenden Humboldtstraße. Es lag in Südhanglage und stieg bis zum rückwärtigen Anschluss an die höhergelegene Humboldtstraße stark an, so dass die Villa wie die Nachbarhäuser in eine Böschung gebaut wurde.
Heute befindet sich auf dem ehemaligen Villengrundstück und angrenzenden Grundstücken die Eduard-Mörike-Seniorenwohnanlage, die vom Wohlfahrtswerk für Baden-Württemberg betrieben wird.

## Beschreibung
Die Villa gehört zu den wenigen Gebäuden, bei denen die reiche Gestaltung der Hauptfassade nicht zur Straße ausgerichtet war, sondern bedingt durch die mangelnde Grundstücksbreite östlich ausgerichtet wurde.
Das Bauwerk war zweieinhalbgeschossig mit Mansardwalmdach und einem an der Straßenfassade rechtsseitig angebauten und teilweise aus dem Gebäude heraussteigenden Turm mit einer eckigen Zwiebelhaube ausgeführt. Das Dach war asymmetrisch und mit weit vorkragendem Dachüberstand ausgebildet. Der Grundriss war ebenfalls asymmetrisch. Der Hauseingang lag nicht an der Hauptfassade an der Hohenzollernstraße, sondern befand sich an der östlichen Seitenfront. Die flächige Fassade wurde unter- und oberhalb der axial angeordneten Fenster von aufgelegter Ornamentik und einem Gesimsband aus Sandstein unterbrochen. Die Fenster und Türen waren mit Sandstein-Einfassungen versehen. Die linke Gebäudeecke an der Straßenfassade war mit einer Ecklisene aus flächigen Quadern ausgebildet. Ein abgestuftes Dachgesims aus Sandstein schloss die Fassade oben ab und stellte den Übergang zum Dach her.

## Lage
Die Villa war im Süden Stuttgarts in der Hohenzollernstraße 6 auf dem 343 m ü. NN hohen Berg Karlshöhe gelegen und gehörte damit zur Bebauung im unteren Bereich der Südseite der Höhe, einem der damals bevorzugten Standorte für meist prachtvolle Landhäuser und Villen in der im Zuge der Industrialisierung in Württemberg aufstrebenden Landeshauptstadt Stuttgart. Auf dem übrigen und überwiegenden Bereich des Berges, der sich durch einen Sattel getrennt an den Bergrücken des Hasenberges anschließt, befanden und befinden sich Weinberge, Gärten und öffentliche Grünanlagen.
Die Bauten der Architekten Lambert & Stahl zeigten häufig französisch geprägtes Neubarock und einen neuklassizistischen Baustil; die Architekten errichteten in Stuttgart neben zahlreichen Villen unter anderem den Königin-Olga-Bau an der Königstraße 9, waren aber darüber hinaus in ganz Württemberg und der Schweiz tätig. Die meisten ihrer Stuttgarter Bauten wurden im Zweiten Weltkrieg zerstört.
Die Villa und viele Nachbarhäuser auf der Karlshöhe wurden gegen Ende des Zweiten Weltkriegs bei Luftangriffen zerstört. Auf dem benachbarten Grundstück Hohenzollernstraße 2 befand sich später das nach dem Dichter und Erzähler Eduard Mörike benannte Altenheim Mörikeheim, das vom Stuttgarter Lokalwohltätigkeitsverein betrieben wurde, welcher der von Königin Katharina gegründeten Württemberger Zentralleitung für Wohltätigkeit angehörte. Nach der 1933 erfolgten Machtübernahme im Deutschen Reich durch die NSDAP gerieten der Stuttgarter Wohlfahrtsverein und damit auch das Mörikeheim in den Einflussbereich der Nationalsozialistischen Volkswohlfahrt; ab 1933 wurden neben dem Altenheim auf der Karlshöhe unter anderem auch die Nachbarhäuser Hohenzollernstraße 3 und 8, Humboldtstraße 3 sowie die Villa Hohenzollernstraße 6 für Wohlfahrtszwecke herangezogen und genutzt.
Die in der zweiten Hälfte des 19. Jahrhunderts und um die Jahrhundertwende in der Halbhöhenlage in der Hohenzollern- und benachbarten Straßen an der Karlshöhe entstandenen Villen- und Landhausbauten sowie Miets- und Gartenhäuser, die von Kriegseinwirkungen verschont blieben und heute noch existieren, stehen inzwischen größtenteils unter Denkmalschutz.

## Rezeption
Der Villenneubau fand Aufnahme in das Mappenwerk Moderne Neubauten, das vom Architekten Wilhelm Kick von 1894 bis 1898 herausgegeben wurde und das in dessen Stuttgarter Architektur-Verlag Kick erschien. 1895, im 2. Herausgabejahrgang des Mappenwerks, wurde die Villa Hohenzollernstraße 6 als Tafel 50 mit einer großformatigen Fotografie (siehe Abbildung) und 2 Grundrissen vorgestellt.
Zum Bestand und Online-Datenbank-Angebot des Architekturmuseums der Technischen Universität Berlin gehören Exponate zu mehreren Bauten sowie Grab- und Denkmälern und Innenraumgestaltungen etc. der Architektensozietät Lambert & Stahl, darunter auch die Villa in der Hohenzollernstraße, die dort mit der vorgenannten Tafel aus Kicks Mappenwerk vorgestellt wird.
Die Villa Hohenzollernstraße 6 wurde außerdem von Christine Breig in ihre Dissertation aufgenommen, in der sie sich intensiv mit dem Bautypus „Villa“ in Stuttgart befasste und mit der sie 1998 an der Universität Stuttgart bei Professor Heinrich Dilly promovierte. Breigs Doktorarbeit wurde 2000 unter dem Titel Der Villen- und Landhausbau in Stuttgart 1830–1930 in der Reihe der Veröffentlichungen des Archivs der Stadt Stuttgart beim Stuttgarter Hohenheim Verlag publiziert und erschien seitdem in mehreren, teils überarbeiteten Auflagen.